# 사탄의 가면
《사탄의 가면》(이탈리아어: La maschera del demonio)은 1960년 개봉한 이탈리아의 고딕 공포 영화이다. 마리오 바바의 감독 데뷔작이며, 니콜라이 고골의 소설 비가 원작이다. 미와 공포 요소의 병치, 에로티시즘, 폭력의 생생한 묘사 등 이탈리아 공포 영화의 전형을 제시한 작품으로 평가된다.

## 줄거리
1630년 몰다비아. 성 게오르기우스의 날에 마녀 아사 바지다는 사탄의 낙인인 S자 인두가 찍히고, 정부인 왕자 자부티크와 함께 안쪽에 못이 잔뜩 박힌 청동 가면이 얼굴에 씌워진다. 아사는 화형에 처해지기 직전 자신을 고발한 오빠의 후손들에게 저주를 내린다.

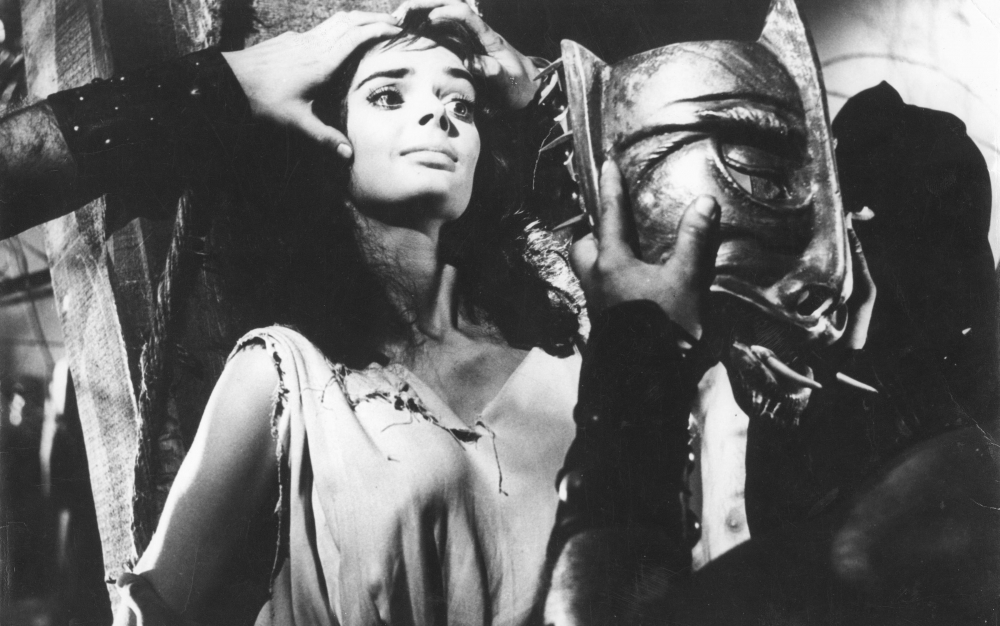

200년 뒤 성 게오르기우스의 날이 돌아온다. 코마 크루바잔 의사와 조수 안드레지 고로베크는 의학 학회에 참여하기 위해 이동하던 중 마차 바퀴가 빠져 마부가 이를 고치는 사이에 근처의 오래된 지하실을 살피다가 아사의 관을 발견한다. 크루바잔은 갑자기 달려드는 박쥐를 때려 잡다가 관의 유리판과 그 위의 십자가상을 부순다. 그가 가면을 벗기고 시체를 살피던 중 손이 유리에 찔리면서 피가 아사의 얼굴에 떨어진다. 밖으로 나온 크루바잔과 고로베크는 인근 성에서 아버지인 바지다 왕자, 오빠 콘스탄티네와 사는 공주 카티아와 마주치고, 고로베크는 카티아에게 반한다. 곧 크루바잔과 안드레지는 여관으로 향한다.
피 덕분에 되살아난 아사는 정신 감응으로 자부티크에게 무덤에서 일어나라고 지시한다. 성에 자부티크가 나타나자 바지다는 십자고상을 들지만 공포로 굳어 버린다. 카티아와 콘스탄티네는 크루바잔을 부르기 위해 하인을 여관으로 보낸다. 하지만 그 전에 자부티크가 하인을 죽여 버린 뒤 크루바잔을 아사가 있는 지하실에 데려가고, 아사는 크루바잔에게 최면을 걸고 피를 더 주면 영생과 밤의 쾌락을 주겠다고 제안한 뒤 입맞춤을 하여 그를 노예로 만든다. 크루바잔은 아사의 지시대로 바지다의 방에서 십자고상을 치우고, 자부티크가 바지다를 살해한다. 이제 아사는 마치 쌍둥이처럼 닮은 카티아의 피를 죄다 빨아 영생을 얻을 작정이다.
사제와 고로베크는 자부티크의 무덤을 찾고, 관 안에서 크루바잔의 몸을 발견한다. 크루바잔이 언데드가 되었음을 깨달은 이들은 크루바잔의 안와에 못을 박는다. 자부티크는 콘스탄티네를 구덩이에 던지고 카티아를 아사에게 데려간다. 아사가 카티아의 젊음을 흡수하자 카티아는 급속도로 노화한다. 이어 아사는 카티아의 피를 빨려고 하지만 아사의 목에 걸린 십자고상이 이를 저지한다. 고로베크가 지하실에 도착해 카티아를 구하지만 자부티크가 공격하며 구덩이 근처로 그를 몰아 세운다. 콘스탄티네는 남은 힘을 쥐어짜 자부티크를 구덩이로 끌어내리고 고로베크를 밀어낸다.
아사는 카티아인 척하며 카티아를 자신이라고 몰아세운다. 하지만 고로베크는 카티아가 차고 있는 십자고상을 보고는 아사의 가운을 열어 젖혀 그 안에 숨겨져 있던 살이 전혀 없는 뼈대를 드러낸다. 마침 사제가 데려온 주민들이 아사를 불태우자 카티아의 생명과 미모가 되돌아온다.

## 출연진
- 바버라 스틸 - 아사 바지다 / 카티아 바지다 역
- 존 리처드슨 - 안드레지 고로베크 의사 역
- 안드레아 케키 - 코마 크루바잔 의사 역
- 이보 가라니 - 바지다 왕자 역
- 아르투로 도미니치 - 이고르 자부티크 역
- 엔리코 올리비에리 - 콘스탄티네 바지다 역
- 티도 비앙키 - 이반 역
- 안토니오 피에르페데리치 - 사제 역
- 클라라 빈디 - 여관 주인 역
- 레나토 테라 - 보리스 역
- 제르마나 도미니치 - 소냐 역